# 張國
張國（1659年—1721年），字昭侯，號定庵。為清朝武將官員，本籍福建泉州晉江督寮鄉。張國於1705年（康熙44年）奉旨接替徐進才，於台灣擔任台灣北路營參將（營署設於諸羅）。而此官職是台灣清治時期此階段，受台灣鎮總兵制約的台南以北最高軍事將領。1709年，升任福州城守副將，1711年再回台灣任台灣水師協副將。1715年，則再升浙江定海總兵。
張國於康熙49年(1710年)報墾貓霧捒社附近數百甲"張鎮庄"，這也是漢人開墾現台中南屯的開始。由於報墾時張國本人在福建，因此推論是他的兒子張嗣徽主導"張鎮庄"業務。康熙58年(1719年)張鎮莊發生番民出草殺了漢人的事件，總督覺羅滿保下令廢止該庄墾業，並遣散佃民。朱一貴事件後，福建水師提督藍廷珍和張國兒子張嗣徽合資(墾號藍張興)共同接續拓墾。
註:張國家族與岸裡社通事張達京的關係探究，參考維基學院: 台灣岸裡社歸化初期發生的不合理情事

## 外部連結
| 前任： 徐進才 | 台灣北路營參將 1705年上任 | 繼任： 翁國楨 |

| 前任： 張得功 | 台灣水師協副將 1711年上任 | 繼任： 潘承家 |